# Isaac Kosgei
Isaac Toroitich Kosgei, né le 9 septembre 1981 à Kabarnet au Kenya, est un coureur de fond kényan établi en Autriche et spécialisé en course en montagne. Il a remporté cinq titres de champion d'Autriche en athlétisme.

## Biographie
Isaac fait ses débuts en compétition en 2009 avec l'équipe run2gether. Il remporte rapidement ses premiers succès en semi-marathon en s'imposant à Mondsee puis au Kärnten Läuft. Il s'illustre également en course en montagne et remporte la course de montagne du Grossglockner en 2010. En 2011, il fait la connaissance de la sociologue Claudia Ecker qui rédige sa thèse de doctorat sur les coureurs de fond kényans. Le couple se rencontre à nouveau en 2013 puis ils se marient en 2015.
Le 22 juillet 2012, il s'impose à la Val Gardena Mountain Run en battant le multiple champion du monde Jonathan Wyatt.
Ayant démontré de bonnes performances en marathon, il décroche ses premiers succès en 2013. Le 21 avril, il s'impose à Enschede devant Josephat Kiprono en signant son record personnel en 2 h 9 min 17 s. Le 24 novembre, il remporte le marathon de La Rochelle en 2 h 12 min 28 s.
Le 4 juillet 2015, il prend part aux championnats du monde de course en montagne longue distance dans l'équipe nationale kényane. Il termine à une lointaine 33e place mais permet à son équipe de décrocher la médaille de bronze au classement par équipes pour moins d'une minute devant l'équipe allemande.
Établi à Linz depuis plus de deux ans et étant licencié du club TGW Zehnkampf-Union, il devient éligible aux championnats d'Autriche en 2018. Il remporte ses premières médailles sur 1 500 mètres en salle et en cross-country. Le 6 mai, il termine deuxième du marathon de Salzbourg derrière son compatriote Wesley Kemboi. L'épreuve comptant comme championnats d'Autriche de marathon, il remporte son premier titre national. Le 29 juillet, il se classe troisième de la course de Schlickeralm derrière Geoffrey Ndungu et Timothy Kirui. Il remporte le titre de champion d'Autriche de course en montagne.
Il démontre sa polyvalence en remportant son quatrième titre national le 10 mars 2019 sur parcours court lors des championnats d'Autriche de cross-country à Innsbruck. En avril, il accompagne sa femme, spécialiste de l'ultra-trail, sur le marathon des Sables. Pour sa première participation, il termine l'épreuve en 35 h 59 min 15 s.
Le 13 décembre 2020 à Vienne, il termine troisième en 2 h 26 min 35 s derrière deux étrangers lors des championnats d'Autriche de marathon organisés de manière exceptionnelle en raison de la pandémie de Covid-19 et remporte son deuxième titre sur la distance.
En 2021, il ne peut pas défendre son titre de champion d'Autriche de marathon, la Fédération autrichienne d'athlétisme ayant décidé de modifier son règlement et de décerner les titres nationaux seniors uniquement aux athlètes ayant la nationalité autrichienne. Le 12 septembre, il participe au marathon de Vienne qui accueille les championnats d'Autriche et se classe onzième en 2 h 25 min 16 s, quatre minutes devant le nouveau champion autrichien Martin Mistelbauer. Paradoxalement, il remporte le titre de champion d'Autriche masters en catégorie M40.

## Palmarès

### Route
| Année | Compétition                              | Lieu              | Place | Épreuve       | Temps           |
| ----- | ---------------------------------------- | ----------------- | ----- | ------------- | --------------- |
| 2009  | Semi-marathon de Mondsee                 | Mondsee           | 1er   | Semi-marathon | 1 h 6 min 2 s   |
| 2009  | Kärnten Läuft                            | Klagenfurt        | 1er   | Semi-marathon | 1 h 3 min 56 s  |
| 2010  | Semi-marathon de Mondsee                 | Mondsee           | 3e    | Semi-marathon | 1 h 7 min 55 s  |
| 2011  | Marathon de Barcelone                    | Barcelone         | 5e    | Marathon      | 2 h 14 min 44 s |
| 2011  | Semi-marathon de Mondsee                 | Mondsee           | 2e    | Semi-marathon | 1 h 6 min 34 s  |
| 2011  | Marathon de Tallinn                      | Tallinn           | 2e    | Marathon      | 2 h 12 min 56 s |
| 2012  | Marathon de Madrid                       | Madrid            | 10e   | Marathon      | 2 h 20 min 33 s |
| 2012  | Marathon de Valence                      | Valence           | 4e    | Marathon      | 2 h 11 min 1 s  |
| 2013  | Marathon d'Enschede                      | Enschede          | 1er   | Marathon      | 2 h 14 min 23 s |
| 2013  | Marathon de La Rochelle                  | La Rochelle       | 1er   | Marathon      | 2 h 12 min 29 s |
| 2014  | Marathon de Marrakech                    | Marrakech         | 8e    | Marathon      | 2 h 12 min 59 s |
| 2014  | Marathon d'Enschede                      | Enschede          | 7e    | Marathon      | 2 h 14 min 23 s |
| 2014  | Marathon de la baie du Mont-Saint-Michel | Mont Saint-Michel | 4e    | Marathon      | 2 h 18 min 44 s |
| 2016  | Semi-marathon de Vienne                  | Vienne            | 1er   | Semi-marathon | 1 h 6 min 43 s  |
| 2016  | Semi-marathon de Wels                    | Wels              | 2e    | Semi-marathon | 1 h 9 min 37 s  |
| 2016  | Semi-marathon de Linz                    | Linz              | 1er   | Semi-marathon | 1 h 7 min 39 s  |
| 2017  | Semi-marathon de Wels                    | Wels              | 2e    | Semi-marathon | 1 h 9 min 41 s  |
| 2017  | Marathon de Skopje                       | Skopje            | 4e    | Marathon      | 2 h 23 min 35 s |
| 2017  | 3-Länder Marathon                        | Brégence          | 3e    | Marathon      | 2 h 24 min 22 s |
| 2018  | Semi-marathon de Wels                    | Wels              | 1er   | Semi-marathon | 1 h 9 min 6 s   |
| 2018  | Championnats d'Autriche de marathon      | Salzbourg         | 1er   | Marathon      | 2 h 20 min 59 s |
| 2018  | 3-Länder Marathon                        | Brégence          | 2e    | Marathon      | 2 h 24 min 0 s  |
| 2019  | Championnats d'Autriche de cross         | Salzbourg         | 1er   | Cross-country | 11 min 17 s     |
| 2019  | Semi-marathon de Wels                    | Wels              | 2e    | Semi-marathon | 1 h 5 min 10 s  |
| 2019  | 3-Länder Marathon                        | Brégence          | 4e    | Marathon      | 2 h 24 min 51 s |
| 2020  | Championnats d'Autriche de marathon      | Vienne            | 1er   | Marathon      | 2 h 26 min 35 s |
| 2021  | 3-Länder Marathon                        | Brégence          | 1er   | Marathon      | 2 h 19 min 18 s |
| 2022  | Marathon de Salzbourg                    | Salzbourg         | 2e    | Marathon      | 2 h 27 min 0 s  |

### Course en montagne
| no  | masculin           | Course                                          | Longueur | Départ           | Temps           |
| --- | ------------------ | ----------------------------------------------- | -------- | ---------------- | --------------- |
| 2e  | Médaille d'argent  | Course de montagne du Feuerkogel                | 11 km    | 5 août 2009      | 59 min 31 s     |
| 2e  | Médaille d'argent  | Course de montagne du Kitzbüheler Horn          | 12,9 km  | 30 août 2009     | 1 h 0 min 4 s   |
| 1re | Médaille d'or      | Course de montagne du Grossglockner             | 13,3 km  | 18 juillet 2010  | 1 h 10 min 3 s  |
| 2e  | Médaille d'argent  | Course de montagne du Feuerkogel                | 10 km    | 8 août 2010      | 54 min 25 s     |
| 2e  | Médaille d'argent  | Course de montagne du Kitzbüheler Horn          | 12,9 km  | 29 août 2010     | 1 h 0 min 0 s   |
| 2e  | Médaille d'argent  | Course de montagne du Grossglockner             | 13,3 km  | 17 juillet 2011  | 1 h 11 min 20 s |
| 2e  | Médaille d'argent  | Course de Schlickeralm                          | 9 km     | 24 juillet 2011  | 47 min 40 s     |
| 1re | Médaille d'or      | Course de montagne du Feuerkogel                | 10 km    | 7 août 2011      | 53 min 9 s      |
| 2e  | Médaille d'argent  | Zugspitz Extremberglauf                         | 17,9 km  | 8 juillet 2012   | 2 h 8 min 19 s  |
| 2e  | Médaille d'argent  | Course de montagne du Grossglockner             | 13,3 km  | 15 juillet 2012  | 1 h 13 min 17 s |
| 1re | Médaille d'or      | Val Gardena Mountain Run                        | 14,5 km  | 22 juillet 2012  | 1 h 7 min 47 s  |
| 2e  | Médaille d'argent  | Course de Schlickeralm                          | 11,2 km  | 29 juillet 2012  | 1 h 0 min 39 s  |
| 3e  | Médaille de bronze | Harakiri-Run                                    | 10,4 km  | 5 août 2012      | 52 min 40 s     |
| 1re | Médaille d'or      | Course de montagne du Feuerkogel                | 10 km    | 12 août 2012     | 54 min 10 s     |
| 2e  | Médaille d'argent  | Course de montagne du Kitzbüheler Horn          | 12,9 km  | 26 août 2012     | 1 h 1 min 18 s  |
| 2e  | Médaille d'argent  | Zugspitz Extremberglauf                         | 17,9 km  | 7 juillet 2013   | 1 h 50 min 57 s |
| 3e  | Médaille de bronze | Course de montagne du Grossglockner             | 13,3 km  | 21 juillet 2013  | 1 h 13 min 49 s |
| 2e  | Médaille d'argent  | Course de Schlickeralm                          | 11,2 km  | 28 juillet 2013  | 57 min 3 s      |
| 2e  | Médaille d'argent  | Course de montagne du Feuerkogel                | 10 km    | 11 août 2013     | 54 min 43 s     |
| 4e  | 4e                 | Marathon de Zermatt                             | 42,2 km  | 5 juillet 2014   | 3 h 6 min 15 s  |
| 1re | Médaille d'or      | Val Gardena Mountain Run                        | 14,5 km  | 13 juillet 2014  | 1 h 7 min 47 s  |
| 1re | Médaille d'or      | Course de montagne du Karwendel                 | 11 km    | 19 juillet 2014  | 1 h 6 min 12 s  |
| 1re | Médaille d'or      | Course de montagne du Grintovec                 | 9,6 km   | 27 juillet 2014  | 1 h 19 min 30 s |
| 1re | Médaille d'or      | Thyon-Dixence                                   | 16,35 km | 3 août 2014      | 1 h 9 min 52 s  |
| 1re | Médaille d'or      | Glacier 3000 Run                                | 26 km    | 9 août 2014      | 2 h 23 min 15 s |
| 2e  | Médaille d'argent  | Course de montagne du Kitzbüheler Horn          | 12,9 km  | 24 août 2014     | 1 h 1 min 14 s  |
| 2e  | Médaille d'argent  | Course de montagne du Grossglockner             | 13,3 km  | 19 juillet 2015  | 1 h 14 min 43 s |
| 1re | Médaille d'or      | Course de Schlickeralm                          | 7,5 km   | 26 juillet 2015  | 35 min 25 s     |
| 1re | Médaille d'or      | Thyon-Dixence                                   | 16,35 km | 2 août 2015      | 1 h 11 min 28 s |
| 3e  | Médaille de bronze | Course de montagne du Kitzbüheler Horn          | 12,9 km  | 30 août 2015     | 1 h 4 min 58 s  |
| 1re | Médaille d'or      | Val Gardena Mountain Run                        | 14,5 km  | 10 juillet 2016  | 1 h 10 min 58 s |
| 2e  | Médaille d'argent  | Course de montagne du Grossglockner             | 13,3 km  | 17 juillet 2016  | 1 h 13 min 34 s |
| 1re | Médaille d'or      | Thyon-Dixence                                   | 16,35 km | 7 août 2016      | 1 h 10 min 54 s |
| 5e  | 5e                 | Sierre-Zinal                                    | 31 km    | 14 août 2016     | 2 h 38 min 43 s |
| 2e  | Médaille d'argent  | Marathon de Zermatt                             | 42,2 km  | 1er juillet 2017 | 3 h 9 min 54 s  |
| 3e  | Médaille de bronze | Course de montagne du Grossglockner             | 13,3 km  | 16 juillet 2017  | 1 h 16 min 31 s |
| 3e  | Médaille de bronze | Course de Schlickeralm                          | 11,5 km  | 30 juillet 2017  | 1 h 0 min 51 s  |
| 3e  | Médaille de bronze | Thyon-Dixence                                   | 16,35 km | 6 août 2017      | 1 h 13 min 50 s |
| 1re | Médaille d'or      | Championnats d'Autriche de marathon de montagne | 44 km    | 17 juin 2018     | 4 h 3 min 19 s  |
| 3e  | Médaille d'or      | Championnats d'Autriche de course en montagne   | 11,5 km  | 29 juillet 2018  | 59 min 46 s     |
| 6e  | 6e                 | Marathon de Zermatt                             | 42,2 km  | 3 juillet 2021   | 3 h 24 min 30 s |
| 2e  | Médaille d'argent  | Course de Schlickeralm                          | 11,5 km  | 3 septembre 2022 | 1 h 1 min 8 s   |

## Records
| Épreuve       | Performance    | Date            | Lieu             |
| ------------- | -------------- | --------------- | ---------------- |
| 1 000 mètres  | 2 min 38 s 53  | 11 mai 2019     | Maria Enzersdorf |
| 1 mile        | 4 min 26 s 01  | 28 avril 2018   | Attnang          |
| 3 000 mètres  | 8 min 17 s 84  | 15 août 2010    | Andorf           |
| 5 000 mètres  | 14 min 46 s 25 | 21 juillet 2010 | Gorizia          |
| 10 000 mètres | 30 min 3 s 58  | 23 mars 2019    | Ratisbonne       |
| 10 kilomètres | 29 min 52 s    | 11 juin 2010    | Weiz             |
| Semi-marathon | 1 h 5 min 10 s | 17 mars 2019    | Wels             |
| Marathon      | 2 h 9 min 17 s | 21 avril 2013   | Enschede         |